# جان مورای
جان مورای (انگلیسی: John Murray) شرکت انتشارات بریتانیایی است، که در سال ۱۷۶۸ تأسیس شد.